# شهرک

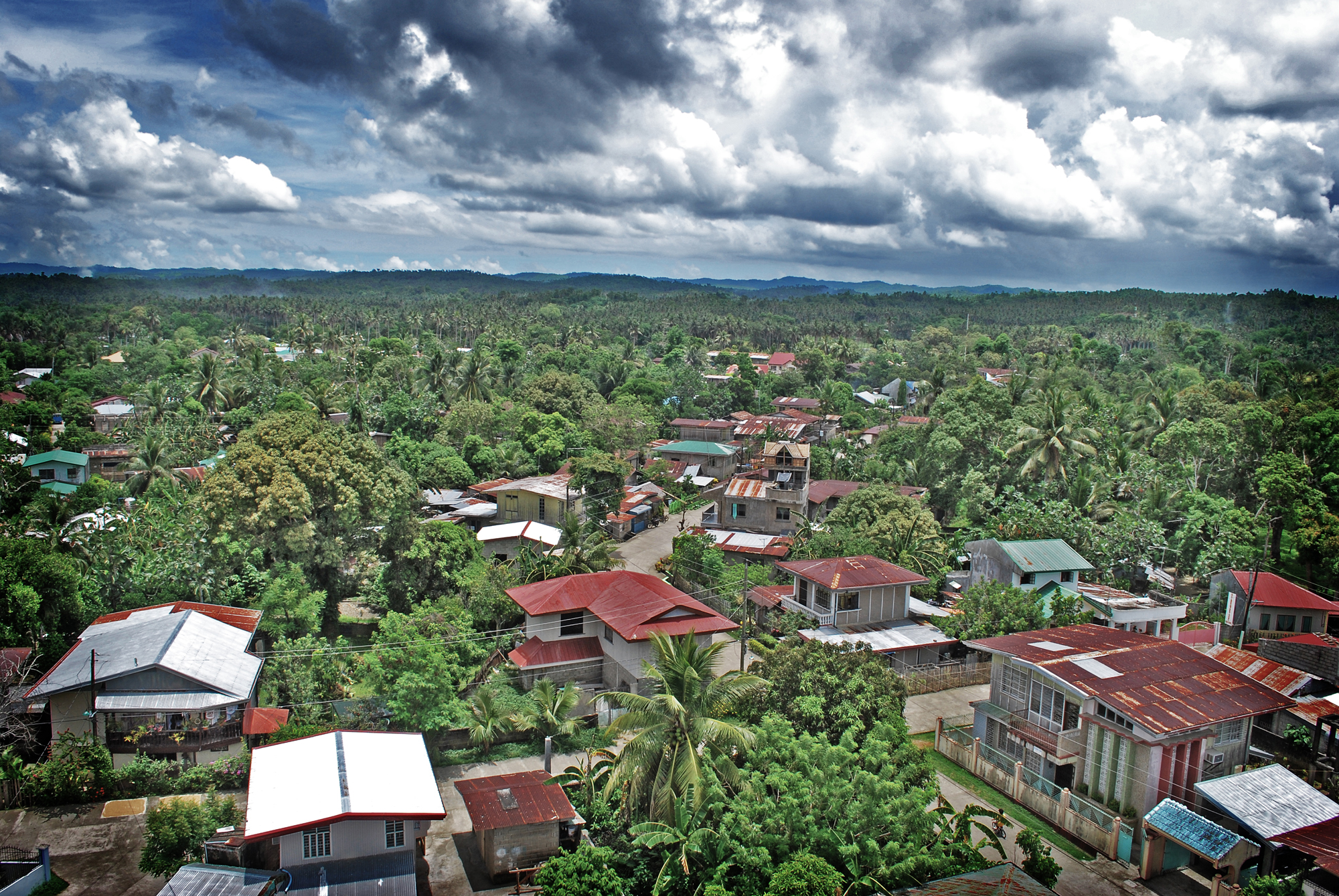
یکی از شهرک‌های آگدانگان در فیلیپین

شهرک (به انگلیسی: Town) به شهرهای کوچک گفته می‌شود اما با توجه به گسترش شهرها به محله‌هایی که به شکلی از محله‌های دیگر متمایز هستند (از نظر شهرسازی، جمعیت ساکن در آن‌ها و…)، گاه از پیشوند «شهرک» برای نام گذاری آن‌ها استفاده می‌شود.
رشد سریع جمعیت و مهاجرت روستاییان به شهرها طی سالیانی دراز علت اصلی توسعه بی‌رویه و به دنبال آن تراکم بیش از حد ممکن در شهرهای بزرگ گردید. بدین لحاظ با توجه به اینکه سرمایه‌گذاری بر روی اینگونه شهرها (طی بررسی‌های به عمل آمده) از نظر اقتصادی مقرون به صرفه نمی‌باشد و از طرفی مواجه با مشکلات عدیده می‌گردد و نیز ایجاد زیر ساختها با تکنولوژی و سیستم‌های مدرن امروزی غیرممکن به نظر می‌رسد ضرورت ایجاد شهرهای جدید در جوار شهرهای بزرگ با در نظر گرفتن زمینه‌های اقتصادی فرهنگی، اجتماعی و امکانات رفاهی و خدماتی به منظور به وجود آوردن شرایط زیستی مطلوب تر مورد توجه قرار گرفت و در اسفند ماه سال ۱۳۶۴ به تصویب هیئت وزیران وقت ایران رسید.